# Riserva naturale Valle del Freddo

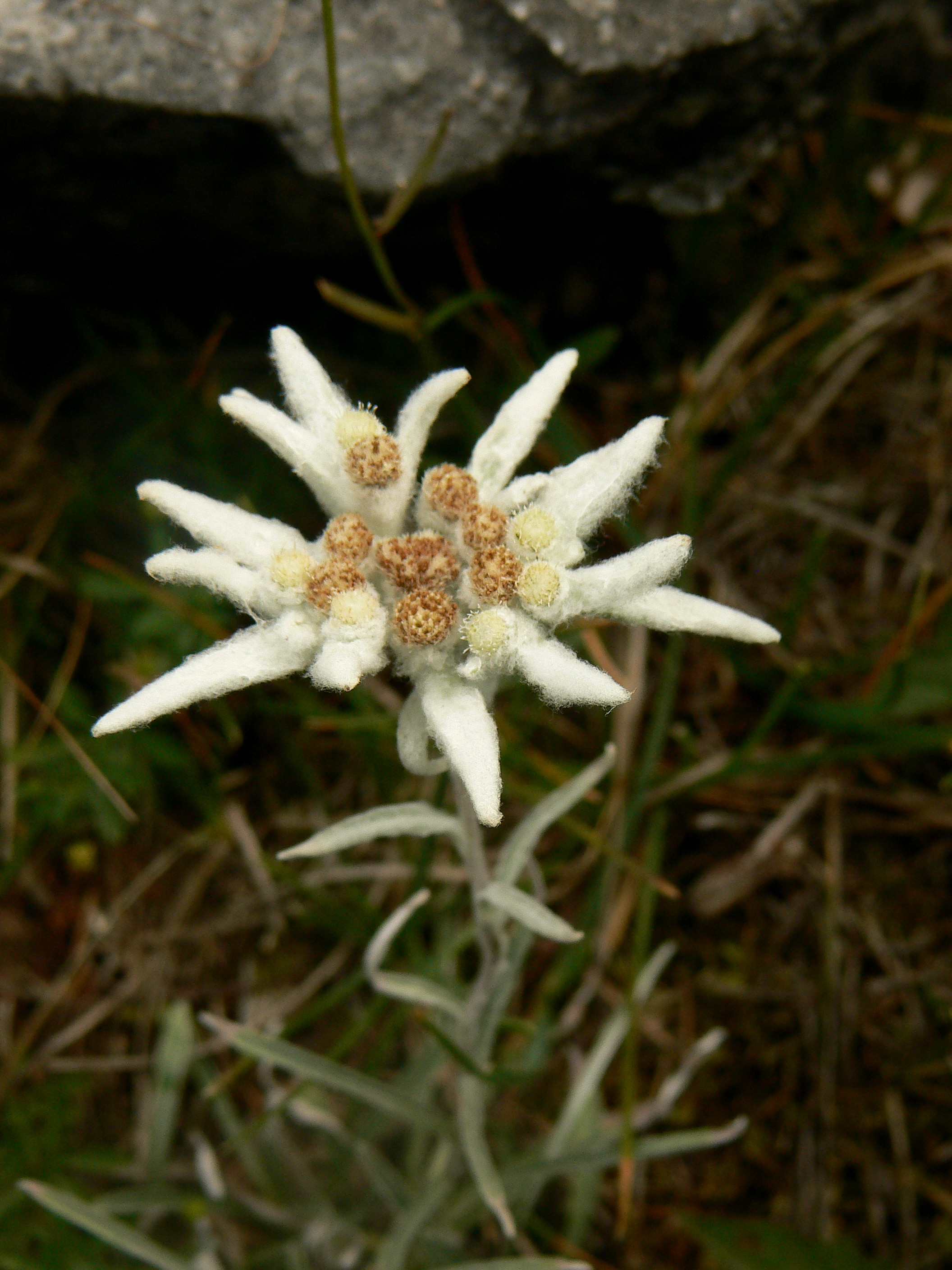
Stella alpina fotografata nella riserva

La riserva naturale Valle del Freddo (in bergamasco Al del Frecc) è un'area naturale protetta che si trova nel territorio dell'Alto Sebino in provincia di Bergamo, nella fascia esterna delle Alpi Orobie .
L'area deve la sua peculiarità (e il nome) a un fenomeno geomorfologico di emissione di aria fredda dal sottosuolo che ha una forte ripercussione sul microclima e sullo sviluppo delle biocenosi botaniche.

## Storia
La scoperta del pregio scientifico di quest'area risale al 1939 e fu dovuta a un caso fortuito. Fu infatti quando Guido Isnenghi, il primo botanico a esplorare la valle, trovandosi a passare per Piangaiano, notò casualmente una stella alpina sul cappello di un cacciatore. Questi spiegò di averla raccolta in una zona poco distante, nel luogo in cui attualmente si trova la riserva. Convinto che non potessero esservi stelle alpine a 350 m di altitudine, Isnenghi si recò nell'area indicata per verificare personalmente e poté così constatare l'insolita presenza non solo della stella alpina ma anche di specie botaniche tipiche di ambienti di alta quota. 
Da quel momento la valletta è stata oggetto di studio da parte di numerosi ricercatori ed esperti.
Nel '53 e nel '73 l'apertura di due cave minacciò di distruggere l'oasi vegetale e per questo motivo nacque il N.E.A.V.C. (Nucleo Ecologico Alta Val Cavallina), un'associazione locale impegnata nella salvaguardia della valle. Grazie alla determinazione di questa associazione e all'appoggio degli enti locali, la Giunta Regionale della Lombardia chiuse definitivamente le due cave nel 1976. L'emanazione della legge regionale n. 86/1983, ha riconosciuto ufficialmente il valore naturalistico dell'area, istituendo il biotopo 'Valle del Freddo' come Riserva naturale regionale. Dal 2004 l'area fa anche parte della rete ecologica di zone protette denominata Natura 2000, istituita dall'Unione europea a difesa della biodiversità. Ha quindi ottenuto la denominazione di Sito di importanza comunitaria (SIC). Dal 2006 la gestione dell'area protetta è passata dall'ERSAF, Ente Regionale per i Servizi all'Agricoltura e alle Foreste alla Comunità Montana Alto Sebino.

## Territorio
La riserva naturale è collocata all'interno del territorio comunale di Solto Collina e si estende su una superficie di circa 70 ettari, compresa tra il versante occidentale del Monte Nà, il corso del torrente Oneto e il lago di Gaiano. L'altitudine dell'area varia dai 340 m del torrente Oneto ai 707 metri della cima del monte. La caratteristica principale di questa zona è la presenza di un particolare fenomeno geomorfologico, dovuto all'erosione glaciale, che dà luogo a due importanti manifestazioni: l'alitazione di aria fredda da alcune aperture presenti nel terreno (le cosiddette "bocche di aria fredda") e lo sviluppo di specie vegetali normalmente presenti a livelli altitudinali molto superiori a quello della riserva.

### Geologia
L'origine di questa valle risale a 15-20.000 anni fa, all'epoca dell'ultima glaciazione, detta würmiana. Il ritiro del ghiacciaio ha lasciato segni evidenti sul territorio: la caratteristica forma a U, tipica delle vallate alpine, e la presenza di materiale roccioso che si è accumulato nella riserva. Si tratta di macigni molto grandi, i cosiddetti massi erratici, e di ciottoli di piccole dimensioni, che formano uno strato detritico di origine morenica, il macereto, che ricopre la dorsale del Monte Nà.
Il macereto, nella valle del Freddo, è un ambiente molto cruciale perché permette il fenomeno delle alitazioni di aria fredda: è infatti la stratificazione della ghiaia a permettere la formazione delle bocche alitanti e il conseguente fenomeno effusivo.
Nel periodo invernale, le correnti fredde che percorrono la valle entrano nelle buche per poi riaffiorare in superficie, raffreddando le rocce sottostanti. Persino in estate le temperature arrivano ad essere di poco superiori a 0 °C. Le ricerche del Fenaroli, pubblicate nel 1962, e confermate da studi recenti, rilevarono escursioni termiche di circa 27 °C fra le bocche di effusione dell'aria fredda e altri ambienti della vallecola.
Se altrove il regresso del ghiacciaio ha lasciato campo libero a specie appartenenti al clima temperato, nel fondo della piccola valle il fenomeno delle correnti fredde ha creato invece un fragile microclima che ha permesso la sopravvivenza, fino ai giorni d'oggi, di questo interessante relitto di flora di ambiente subnivale.
La zona è quindi un grande polmone verde, in cui un delicato equilibrio si regge proprio sulla circolazione dell'aria nel sottosuolo.

## Flora
La pubblicazione della prima raccolta di studi floristici risale al 1962 e fu opera di Luigi Fenaroli che vi individuò la presenza di 160 diverse specie botaniche, di cui 24 sicuramente di ambiente alpino. Attualmente il numero di specie di alta quota è stimato in circa trenta :
- Picea excelsa (Lam.) Link (Abete rosso)
- Arabis bellidifolia Crantz (Arabetta stellata)
- Asplenium viride Hudson (Asplenio verde)
- Dryas octopetala L. (Camedrio)
- Carex baldensis L. (Carice del Monte Baldo)
- Kernera saxatilis (L.) Rchb (Coclearia delle Alpi)
- Euphrasia salisburgensis Funk (Eufrasia di Salisburgo)
- Gentiana verna L. (Genziana primaticcia)
- Pritzelago alpina (L.) Kuntze (Iberidella alpina)
- Larix decidua Miller (Larice)
- Aster bellidiastrum (L.) Scop (Margherita d’Alpe)
- Horminum Pyrenaicum L. (Ormino dei Pirenei)
- Parnassia palustris L. (Parnassia)
- Cerastium carinthiacum Vest (Peverina della Carinzia)
- Pinguicola alpina L. (Pinguicola alpina)
- Pinus mugo Turra (Pino mugo)
- Rhododendron hirsutum L. (Rododendro irsuto)
- Salix appendiculata Vill (Salice stipolato)
- Saxifraga hostii Tausch (Sassifraga di Host)
- Selaginella elvetica (L.) Link (Selaginella elvetica)
- Silene saxifraga L. (Silene sassifraga)
- Leontopodium alpinum Cass. (Stella alpina)
- Tofieldia calyculata (L.) Wahlemb (Tajola comune)
- Trifolium montanum L. (Trifoglio montano)
- Valeriana tripteris L. (Valeriana trifogliata)

Nella valle sono presenti boschi ricchi di noccioli e pinete.

## Fauna
La fauna presente nella riserva non presenta specificità rispetto a quella caratterizzante le aree limitrofe, appartenenti alla medesima fascia altitudinale media delle Alpi Orobiche: gli ambienti tipici - boschi e praterie - ospitano una tipica fauna ornitica composta dal merlo, dal verdone, dal fringuello, dal pettirosso, dalla cinciallegra, dall'averla, dalla ghiandaia e dall'upupa.
I boschi della valle, a nocciolo e pino presenti, favoriscono la presenza di specie di piccoli mammiferi roditori, offrendo ospitalità a ghiri, moscardini e raramente scoiattoli; a questa fauna si collega la presenza di mammiferi di taglia maggiore come la lepre e la donnola.
Tra i rettili si trovano la vipera e il biacco, oltre al ramarro e alla lucertola comune.